# 서종급
서종급(徐宗伋, 1688년 ~ 1762년)은 조선 후기의 문신이다. 자는 여우(汝愚), 호는 퇴헌(退軒), 시호는 문정(文貞)이다. 본관은 대구이다.

## 생애
경종 때 문과에 급제해서 정언, 사서, 지평을 지내다가 신임사화로 파직되지만 영조 즉위 후 1725년, 문학을 거쳐 수찬, 검토관, 부교리, 시독관을 지내고 다시 헌납으로 임명되었는데 이후 부수찬, 교리, 이조좌랑, 헌납을 두루 거쳐서 다시 교리, 부수찬을 지내고 바로 검토관으로 다시 임명된다. 이후 수찬, 장령, 부응교를 지내면서 영조의 정책을 도와 영조의 총애를 받았다. 이후 도청을 거쳐 승지로 임명되고 대사간, 동지의금부사, 대사헌, 예조참판 등을 두루 지내다가 다시 동지의금부사와 대사헌을 거쳐 대사성, 대사간, 예조참판에 있으며 점차 노론의 핵심이 되었다. 이후 대사헌으로 재임명되고 경기도관찰사를 거쳐 부제학이 되고 다시 예조참판으로 임명되었다가 예문관제학, 이조참판을 지내고 예조판서, 홍문관제학, 한성부판윤, 호조판서를 지내며 지경연사를 겸했다. 이후 홍문관제학으로 관상감제조를 겸하다가 좌참찬이 되고 연이어 다시 형조판서가 되었다. 이후 홍문관제학, 우참찬, 대사헌, 예조판서를 하다가 우부빈객을 겸하게 되고 공홍도관찰사를 거쳐 다시 이조판서가 된다. 이후 충청도관찰사를 지내고 바로 예문관제학, 형조판서, 좌참찬, 우참찬을 두루 지내고 홍문관제학, 형조판서, 예조판서, 공조판서를 지냈다. 이후 개성유수로 외직에 나가 있다가 홍문관, 예문관의 양관 제학을 거쳐 충청도수군절도사로 특별부임했다. 그 이후 우참찬, 좌참찬을 하게 되었고 연이어 예문관제학과 개성유수를 거쳐 이후 1758년, 봉조하로 물러났다.